# Leopold Schmidt (apotekare)
Leopold Schmidt, född den 29 juli 1808 i Altenburg i Tyskland, död den 26 december 1877 på Särö, var en tysk-svensk apotekare och ägare till Särö. Han spelade en viktig roll i utvecklandet av denna plats till en populär och fashionabel kurort. 
Schmidt verkade ursprungligen som apotekare i Meerane i Sachsen. Tillsammans med sina bröder Ewald och Herman Schmidt invandrade Leopold Schmidt 1835 till Sverige där han först slog sig ner på Maleviks gård. 1847 sålde han Malevik och inköpte istället Särö egendom. Särö hade redan under den föregående ägaren Anders Helmich Åkerman inrättats till kur- och badort, och under Schmidts tid vidareutvecklades denna verksamhet snabbt ytterligare. Schmidt lät bland annat inrätta ett kurhotell med restaurang och uppförde två kallbadhus, ett varmbadhus och villor som badgästerna kunde hyra. Schmidt skötte badorten på ett patriakaliskt vis och det var under hans tid som mer bemärkta Göteborgsfamiljer började bygga sig egna villor på Särö. 
Vid uppförandet av Släps kyrka 1852–1853 anlitades Schmidt för att ombesörja de sjöväga transporterna av kalk till bygget.
Schmidt drev Särö till 1877 då han gick i konkurs och tvingades avträda egendomen. Han avled senare samma år.